# サタースウェイト
Mr.サタースウェイト（Mr. Satterthwaite）は、イギリスの推理作家アガサ・クリスティの推理小説に登場する人物。主にハーリ・クィンものの小説に登場し、エルキュール・ポアロものの長編『三幕の殺人』と短編『死人の鏡』にも顔をみせる。
金持ちの初老の男で社交界で広く知られている。観察力が鋭く、他人の生活や人間性に非常に深い関心を寄せており、社交界の恋愛沙汰やゴシップにも通じている。女性的に思考するという特技がある。
クリスティのシリーズ探偵のひとりハーリ・クィン氏とは、短編『クィン氏登場』で出会い、以後いずれも恋愛にまつわる14の事件で行動を共にする。クィン氏は自分では謎を解かず、サタースウェイトに暗示を与えるのにとどまり、実際に謎を解くのはサタースウェイトであるため、クリスティの準探偵として位置づけられることもある。

## 登場作品

### 長編
- 1935年 『三幕の殺人』（Three Act Tragedy）

### 短編
- 1930年 『謎のクィン氏』（The Mysterious Mr Quin）
  - クィン氏登場
  - 窓ガラスに映る影
  - 〈鈴と道化服〉亭奇聞
  - 空のしるし
  - クルピエの真情
  - 海から来た男
  - 闇の声
  - ヘレンの顔
  - 死んだ道化役者
  - 翼の折れた鳥
  - 世界の果て
  - 道化師の小径
- 1937年 『死人の鏡』（Murder in the Mews）
  - 死人の鏡
- 1950年 『愛の探偵たち』（Three Blind Mice and Other Stories）
  - 愛の探偵たち
- 1997年 『マン島の黄金』（While the Light Last）
  - クィン氏のティー・セット